# All Cars

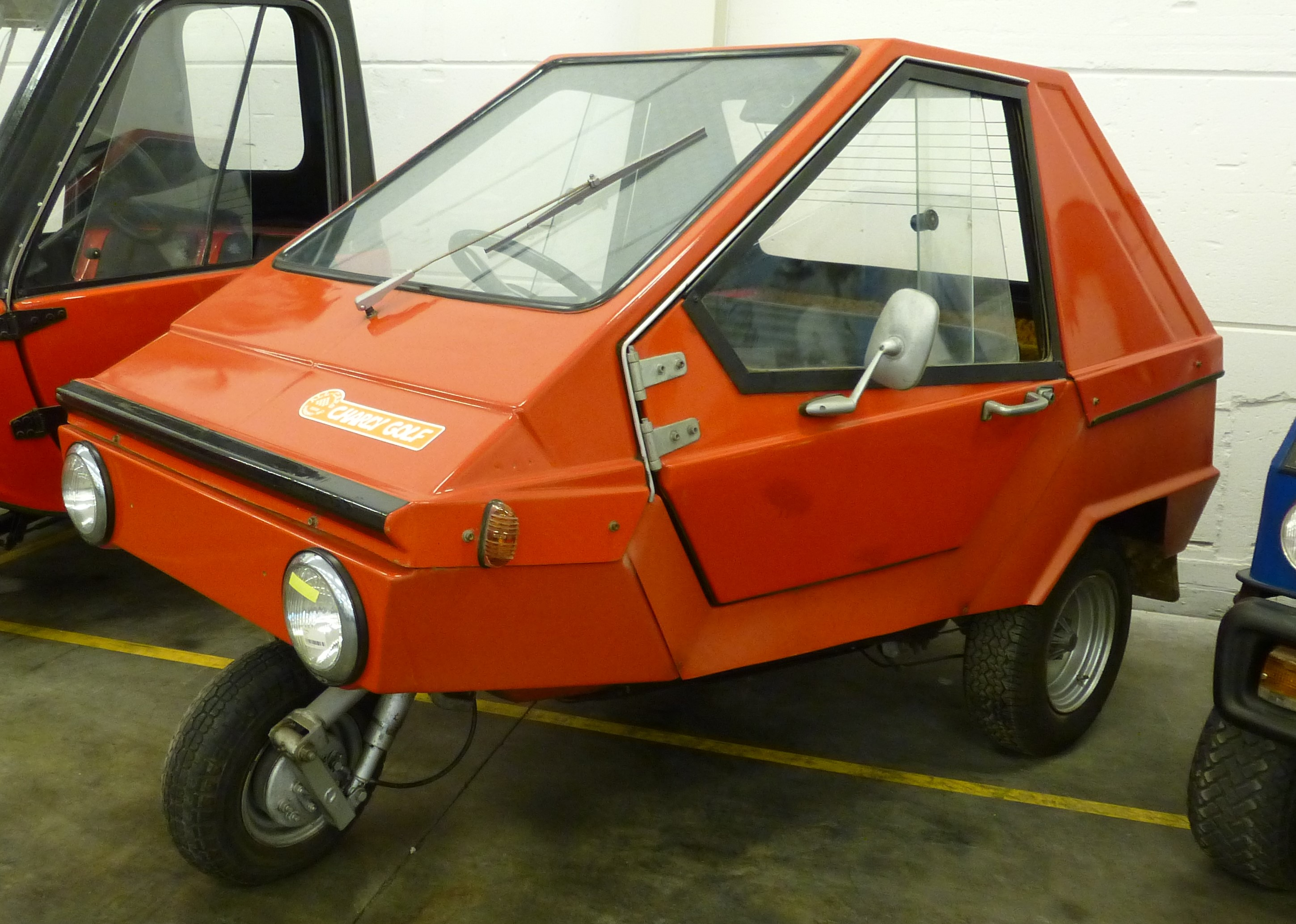
All Cars Charly Golf

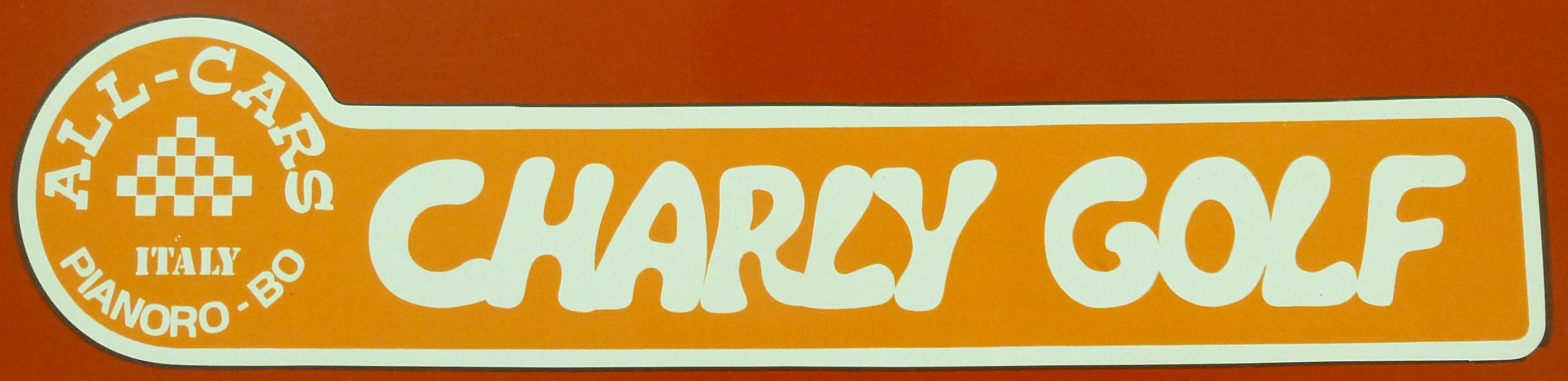
Schriftzug

All Cars Srl war ein italienischer Hersteller von Automobilen.

## Unternehmensgeschichte
Das Unternehmen aus Pianoro übernahm 1978 Autozodiaco. 1985 endete die Produktion.

## Fahrzeuge

### Buggys
Die Produktion von Buggys, wie sie Autozodiaco produziert hatte, lief zunächst weiter. Dazu wurden Fahrgestelle vom VW Käfer verwendet. Ein Modell war der Damaca, entworfen von Tom Tjaarda.

### Kleinstwagen
Die Kleinstwagen-Modelle Charly und Snuggy entsprachen dem Autozodiaco Charly. Für den Antrieb sorgte ein Einbaumotor von Moto Morini mit 50 cm³ Hubraum. Die offene Version des Modells war der Snuggy Tobrouk. Spätere Modelle hatten Motoren von Motobécane mit wahlweise 50 cm³ oder 250 cm³ Hubraum. Die Fahrzeuge wurden auch in Deutschland angeboten.